# Ursula Schnelting-Hebeler
Ursula Schnelting-Hebeler (* 24. Juni 1954 in Südlohn, Kreis Ahaus) ist eine deutsche Politikerin (Bündnis 90/Die Grünen).

## Ausbildung und Beruf
Ursula Schnelting-Hebeler erlangte 1975 ihr Abitur. Im Anschluss belegte sie bis 1977 ein pädagogisches Hochschulstudium in Bonn. Eine Ausbildung zur Fremdsprachenkorrespondentin schloss sich von 1977 bis 1978 an. Von 1978 bis 1980 war Schnelting-Hebeler als Fremdsprachenkorrespondentin tätig. Danach arbeitete sie bis 1981 als Sachbearbeiterin.

## Politik
Ursula Schnelting-Hebeler ist seit 1982 Mitglied von Bündnis 90/Die Grünen. Sie ist Sprecherin der Landesarbeitsgemeinschaft Frauen bei Bündnis 90/Die Grünen. Des Weiteren ist sie Ortsvorstandsmitglied in Mettmann und Bundesdelegierte. Von 1984 bis 1994 war sie Mitglied des Rates der Stadt Mettmann; hier war sie  zeitweise Fraktionsvorsitzende.
Ursula Schnelting-Hebeler war vom 3. Mai 1999 bis zum 1. Juni 2000 Mitglied des 12. Landtags von Nordrhein-Westfalen, in den sie nachrückte.